# Galeria Valeria

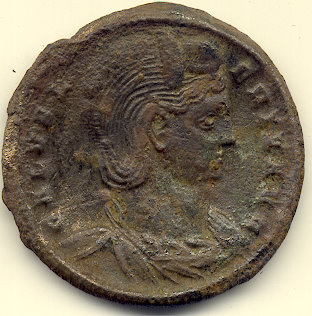
Galeria Valeria bild på ett mynt.

 Galeria Valeria, född okänt år, död 315, var en romersk kejsarinna och helgon, gift med kejsar Galerius.
Hon var dotter till kejsar Diocletianus och blev gift med Galerius som en vänskapspakt då fadern gjorde denne till Caesar 293. Hon fick titlarna Augusta och Mater Castrorum i november 308. Hon adopterade även makens utomäktenskaplige son Candidianus. Galeria ska ha sympatiserat med de kristna, som maken förföljde. 
Galerius överlämnade vid sin död 311 henne och hennes mor till Licinius, men de flydde till Maximinus Daia, vars dotter var hennes adoptivsons trolovade. Då hon avböjde Daias frieri konfiskerades hennes egendom och hon fängslades hon i Syrien. Vid Maxminius död 315 gav Licinius order om avrättning av henne och hennes mor. Hon gömde sig ett år men upptäcktes i Thessaloniki där hon halshöggs på torget, varefter hennes lik slängdes i havet. 
Hon blev helgonförklarad med sin mor. 